# ليديا تومسون
ليديا تومسون (بالإنجليزية: Lydia Thompson) هي لاعبة اتحاد الرغبي بريطانية، ولدت في 10 فبراير 1992 في ستوربريدج في المملكة المتحدة.